# Neven Đurasek
Neven Đurasek (Varaždin, 15 agosto 1998) è un calciatore croato, centrocampista del Debrecen.

## Carriera

### Club
Cresciuto nel settore giovanile della Dinamo Zagabria, ha debuttato in prima squadra il 28 aprile 2018 disputando l'incontro di 1. HNL perso 1-0 contro il Rijeka.

### Nazionale
Ha giocato in tutte le nazionali giovanili croate, dall'Under-15 fino all'Under-21.

## Statistiche
Statistiche aggiornate al 12 marzo 2020.

### Presenze e reti nei club
| Stagione        | Squadra             | Campionato      | Campionato | Campionato | Coppe nazionali | Coppe nazionali | Coppe nazionali | Coppe continentali | Coppe continentali | Coppe continentali | Altre coppe | Altre coppe | Altre coppe | Totale | Totale | Totale |
| Stagione        | Squadra             | Comp            | Pres       | Reti       | Comp            | Pres            | Reti            | Comp               | Pres               | Reti               | Comp        | Pres        | Reti        | Pres   | Reti   |        |
| --------------- | ------------------- | --------------- | ---------- | ---------- | --------------- | --------------- | --------------- | ------------------ | ------------------ | ------------------ | ----------- | ----------- | ----------- | ------ | ------ | ------ |
| 2016-2017       | Dinamo Zagabria II  | 2.HNL           | 17         | 0          |                 | -               | -               |                    | -                  | -                  |             | -           | -           | 17     | 0      |        |
| 2017-2018       | Dinamo Zagabria II  | 2.HNL           | 19         | 5          |                 | -               | -               |                    | -                  | -                  |             | -           | -           | 19     | 5      |        |
| 2017-2018       | Dinamo Zagabria     | 1.HNL           | 3          | 0          | CC              | 0               | 0               |                    | -                  | -                  |             | -           | -           | 3      | 0      |        |
| 2018-2019       | Lokomotiva Zagabria | 1.HNL           | 15         | 0          | CC              | 0               | 0               |                    | -                  | -                  |             | -           | -           | 15     | 0      |        |
| 2019-2020       | Varaždin            | 1.HNL           | 19         | 1          | CC              | 0               | 0               |                    | -                  | -                  |             | -           | -           | 19     | 1      |        |
| Totale carriera | Totale carriera     | Totale carriera | 73         | 6          |                 | 0               | 0               |                    | -                  | -                  |             | -           | -           | 73     | 6      |        |

### Cronologia presenze e reti in nazionale
| Cronologia completa delle presenze e delle reti in nazionale ― Croazia under 21 | Cronologia completa delle presenze e delle reti in nazionale ― Croazia under 21 | Cronologia completa delle presenze e delle reti in nazionale ― Croazia under 21 | Cronologia completa delle presenze e delle reti in nazionale ― Croazia under 21 | Cronologia completa delle presenze e delle reti in nazionale ― Croazia under 21 | Cronologia completa delle presenze e delle reti in nazionale ― Croazia under 21 | Cronologia completa delle presenze e delle reti in nazionale ― Croazia under 21 | Cronologia completa delle presenze e delle reti in nazionale ― Croazia under 21 |
| Data                                                                            | Città                                                                           | In casa                                                                         | Risultato                                                                       | Ospiti                                                                          | Competizione                                                                    | Reti                                                                            | Note                                                                            |
| ------------------------------------------------------------------------------- | ------------------------------------------------------------------------------- | ------------------------------------------------------------------------------- | ------------------------------------------------------------------------------- | ------------------------------------------------------------------------------- | ------------------------------------------------------------------------------- | ------------------------------------------------------------------------------- | ------------------------------------------------------------------------------- |
| 11-10-2019                                                                      | Zalaegerszeg                                                                    | Ungheria under 21                                                               | 1 – 4                                                                           | Croazia under 21                                                                | Amichevole                                                                      | 1                                                                               | 67’                                                                             |
| 8-10-2020                                                                       | Zagabria                                                                        | Croazia under 21                                                                | 10 – 0                                                                          | San Marino under 21                                                             | Qual. Europeo Under-21 2021                                                     | -                                                                               | 73’                                                                             |
| 12-11-2020                                                                      | Edimburgo                                                                       | Scozia under 21                                                                 | 2 – 2                                                                           | Croazia under 21                                                                | Qual. Europeo Under-21 2021                                                     | -                                                                               | 81’                                                                             |
| 17-11-2020                                                                      | Pola                                                                            | Croazia under 21                                                                | 7 – 0                                                                           | Lituania under 21                                                               | Qual. Europeo Under-21 2021                                                     | -                                                                               | 77’                                                                             |
| 31-5-2021                                                                       | Maribor                                                                         | Spagna under 21                                                                 | 2 – 1                                                                           | Croazia under 21                                                                | Europeo Under-21 2021 - Quarti di finale                                        | -                                                                               | 78’                                                                             |
| Totale                                                                          |                                                                                 | Presenze                                                                        | 5                                                                               |                                                                                 | Reti                                                                            | 1                                                                               |                                                                                 |

| Cronologia completa delle presenze e delle reti in nazionale ― Croazia under 20 | Cronologia completa delle presenze e delle reti in nazionale ― Croazia under 20 | Cronologia completa delle presenze e delle reti in nazionale ― Croazia under 20 | Cronologia completa delle presenze e delle reti in nazionale ― Croazia under 20 | Cronologia completa delle presenze e delle reti in nazionale ― Croazia under 20 | Cronologia completa delle presenze e delle reti in nazionale ― Croazia under 20 | Cronologia completa delle presenze e delle reti in nazionale ― Croazia under 20 | Cronologia completa delle presenze e delle reti in nazionale ― Croazia under 20 |
| Data                                                                            | Città                                                                           | In casa                                                                         | Risultato                                                                       | Ospiti                                                                          | Competizione                                                                    | Reti                                                                            | Note                                                                            |
| ------------------------------------------------------------------------------- | ------------------------------------------------------------------------------- | ------------------------------------------------------------------------------- | ------------------------------------------------------------------------------- | ------------------------------------------------------------------------------- | ------------------------------------------------------------------------------- | ------------------------------------------------------------------------------- | ------------------------------------------------------------------------------- |
| 5-9-2018                                                                        | Čakovec                                                                         | Croazia under 20                                                                | 1 – 0                                                                           | Russia under 20                                                                 | Amichevole                                                                      | -                                                                               | 63’                                                                             |
| Totale                                                                          |                                                                                 | Presenze                                                                        | 1                                                                               |                                                                                 | Reti                                                                            | 0                                                                               |                                                                                 |

## Palmarès

### Competizioni nazionali
- Campionato ucraino: 1

Šachtar: 2022-2023